# Mirko Läpple
Mirko Läpple (* 1970 in Stuttgart) ist ein ehemaliger deutscher American-Football-Spieler.

## Laufbahn
Der in Stuttgart geborene Läpple begann im Alter von 18 Jahren bei den Holzgerlingen Saints mit dem American-Football-Sport. Seine folgenden Mannschaften waren die Stuttgart Scorpions und die Badener Greifs. Zeitweise weilte er zudem bei der Footballmannschaft der Indiana University Bloomington in den Vereinigten Staaten. 1994 stieß Läpple zur Mannschaft der Hamburg Blue Devils. 1996 wurde er mit den Hamburgern deutscher Meister. 1996, 1997 und 1998 gewann der Verteidigungsspieler mit der Mannschaft zudem den Eurobowl. Läpple spielte bis 2000 für die Hamburger. Beruflich wurde er in der Sportbekleidungsbranche tätig. Als Mitglied des Trainerstabs brachte er sich ab 2012 in die Arbeit der Hamburg Blue Devils an.
Später erhielt Läpple nach einer Rückenoperation die Diagnose Querschnittslähmung und wurde in ein Querschnittgelähmtenzentrum verlegt. Durch striktes Training erlangte er seine Bewegungsfähigkeit zurück.